# Allium humile
Allium humile är en amaryllisväxtart som beskrevs av Carl Sigismund Kunth. Allium humile ingår i släktet lökar, och familjen amaryllisväxter. Inga underarter finns listade i Catalogue of Life.